# 新潟中央インターチェンジ
新潟中央インターチェンジ（にいがたちゅうおうインターチェンジ）は、新潟県新潟市江南区久蔵興野の磐越自動車道上にあるインターチェンジ。

## 概要
磐越道の終点にあたる。料金所が本線上にあるバリア式となっており、いわきジャンクション起点212.2kmの本線上にある。また出入口がそれぞれ2箇所ずつあり、鳥屋野潟公園方面の出入り口は212.3km、新潟県庁方面の出入り口（磐越道終点）は212.7kmの距離にある。
インターチェンジとしての所属は磐越道だが、料金所の約50m南側に新潟中央ジャンクションが所在しており、周辺の道路案内では北陸自動車道および日本海東北自動車道のインターチェンジとしても扱われている。開通当初は長岡方面から当ICへの流出ができなかったが、のちにオフランプが増設され、現在は4方面全てへの流入・流出が可能となっている。

## 道路
- E49 磐越自動車道（14番）

## 接続する道路
- 新潟県道16号新潟亀田内野線（女池嘉木線） - この県道を介して新潟バイパス・女池インターチェンジに接続している。
- 新潟県道290号曽野木一日市線（鳥屋野潟公園線・ビッグスワン通り）

## 料金所
- ブース数：5

### 入口
- ブース数：2　
  - ETC専用：1　
  - ETC・一般：1

### 出口
- ブース数：3　
  - ETC専用：2　
  - 一般：1

## 周辺
- 鳥屋野潟
- 鳥屋野潟公園
- 新潟市産業振興センター
- 新潟テルサ
- 東京学館新潟高等学校
- 新潟市民病院
- 新潟県スポーツ公園
  - 新潟スタジアム（デンカビッグスワンスタジアム）
  - 新潟県立野球場（HARD OFF ECOスタジアム新潟）

### バス停留所

ときライナー路線図

新潟市から県内各方面に至る県内高速バス「ときライナー」は全便が当ICを利用する。停留所はインター北側約700m先の県道16号沿い、上沼交差点周辺に設けられている。停留所名は「中央インター前」だが、インターチェンジの敷地内ではなく、同市中央区鳥屋野地内に位置している。なお、上下双方でバス停の位置が大きく異なっており、相互間は約300m離れている。
- 中央インター前バス停
  - メンズプラザアオキ女池インター店前（高速各方面）
    - 【ときライナー】Ｓ 東三条線
    - 【ときライナー】Ｂ 燕線
    - 【ときライナー】Ｎ 長岡線
    - 【ときライナー】Ｔ 十日町線
    - 【ときライナー】Ｋ 柏崎線
    - 【ときライナー】Ｊ 上越線
    - 【ときライナー】Ｉ 糸魚川線
    - 【ときライナー】Ｇ 五泉村松線

  - 中部下水処理場横（市内中心部方面）
    - ときライナー降車場（乗車不可）

このほか、ICに隣接する新潟市民病院からは一般路線バス「S1 市民病院線」・「S5 女池線」・「S7 スポーツ公園線」を利用できる。

## 隣
E49 磐越自動車道
(13) 新津IC - (13-1) 新津西SIC - 新潟PA - (42) 新潟中央JCT - (14) 新潟中央IC